# Марта (опера)
«Марта, или Ричмондская ярмарка» (нем. Martha oder Der Markt zu Richmond) — четырёхактная романтико-комическая опера немецкого композитора Фридриха фон Флотова на либретто Вильгельма Фридриха (псевдоним Ф. В. Ризе). Премьера состоялась 25 сентября 1847 г. в венском Кернтнертор-театре. Продолжительность оперы — около 2,5 часов.
Несмотря на немецкое происхождение создателей, в жанровом отношении представляет собой комическую оперу во французской традиции (отмечается её близость к операм Обера). «Марта» имела грандиозный успех и широко исполнялась вплоть до 1920-х годов, но затем ушла из оперного репертуара. Чаще, чем сама опера, сегодня исполняется увертюра к ней.
В «Марте» звучит самое известное произведение Флотова — романс Лионеля Ach so fromm, ach so traut (в русском варианте: «Ангел мой, образ твой»; в итальянском: M’appari tutt’amor). Этот романс исполнялся в концертах большинством знаменитых лирических и лирико-драматических теноров XX века (от Карузо и Лемешева до Паваротти и Доминго, который называет его своей любимой арией).

## История создания и постановок
Сюжет оперы основан на балете-пантомиме «Леди Гарриетта» (Lady Harriette, 1844), созданном по сценарию А. де Сен-Жоржа. Балет создавался в большой спешке, так что первый его акт сочинил Флотов, второй — Бургмюллер, а третий — Дельдевез. По мнению А. Гозенпуда, «балетное происхождение либретто определило его драматическую слабость».
В первые же годы после венской премьеры «Марта» триумфально обошла все немецкие театры и была переведена на многие европейские языки. Специально для исполнения партии Плумкетта баритоном Грациани композитор добавил к ней итальянскую арию (Povero Lionello… Il mio Lionel). По случаю 70-летия композитора в 1882 году опера была исполнена в Вене в юбилейный 500-й раз. 
В Америке впервые исполнена в 1852 году в «Саду Нибло» (с Анной Бишоп в заглавной роли); также исполнялась на второй инаугурации Авраама Линкольна. В 1856 году была представлена в Москве и Санкт-Петербурге, после чего регулярно исполнялась русскими частными труппами — как в провинции, так и с участием звёзд первой величины (вроде Собинова). В 1906 году «Метрополитен-опера» поставила оперу для Энрико Карузо (который пел на итальянском языке).

## Действующие лица
- Леди Гарриет Дюрэм  (Harriet Durham), фрейлина королевы (сопрано), называющая себя Мартой
- Нэнси (Nancy), её приближённая (меццо-сопрано)
- Лорд Тристан Микльфорд (Tristan Mickleford), её кузен (бас) Джильи и Альда в ролях Лионеля и Гарриет (1924)
- Лионель (Lyonel) (тенор)
- Плумкетт (Plumkett), богатый фермер (баритон)
- Судья (бас)
- Хор: девушки, слуги, фермеры, охотники.

## Краткое содержание
Место и время действия: Англия, время правления королевы Анны (1702—1714).

### Первый акт
Дом леди Гарриет. Леди скучает и отправляет прочь всех слуг, оставаясь с Нэнси. Появляется лорд Тристан, о приходе которого извещают трое слуг. Он возомнил, что Гарриет влюблена в него, и предлагает ей различные увеселения. Девушки развлекают себя тем, что заставляют немолодого ухажёра то подать веер, то отворить, то затворить окно. В этот момент под окном с пением проходят деревенские девушки, направляющиеся в Ричмонд на ярмарку, чтобы наняться на работу к фермерам. Леди Гарриет предлагает Нэнси переодеться крестьянками и присоединиться к ним. Вельможного лорда Тристана, несмотря на его возмущение, заставляют принять участие в этой затее.
Ричмондская ярмарка. Народ веселится. Появляются Лионель и Плумкетт. Когда-то отец Лионеля появился на ферме родителей Плумкетта вместе с маленьким мальчиком и вскоре умер, не раскрыв своего имени. Но он оставил сыну кольцо, которое, если в нужный момент показать его королеве, заставит её оказать его владельцу помощь. Двое мальчиков росли и воспитывались вместе как братья, и теперь они вместе содержат ферму. Судья зачитывает новый закон, согласно которому нанятая на ярмарке служанка обязана — если она получила задаток — проработать на своего хозяина в течение целого года, не имея права без его согласия покинуть его. Явившиеся сюда со всей округи девушки отвечают на вопросы о том, что они умеют делать, и перечисляют свои достоинства; фермеры нанимают их на работу. Плумкетта и Лионеля привлекает красота Гарриет и Нэнси. Лорд Тристан пытается увести девушек, но те заключают контракт и получают задаток. Но затем, когда они хотят закончить свою шутку и идти домой, их не пускают. Юноши настаивают на выполнении заключенного контракта и увозят девушек на свою ферму.

### Второй акт
Лионель и Плумкетт привезли на ферму своих новых служанок, которые представились им как Марта и Юлия. Девушки отказываются выполнять какую-либо работу. Плумкетт и Лионель вынуждены сами показывать им, как обращаться с прялкой, но без особого успеха. Плумкетт и «Юлия» ссорятся. Но Лионель, очарован Мартой и обещает никогда не заставлять её делать того, чего она не хочет. Единственное, о чём он её просит, так это чтобы она пела ему песни. Марта-Гарриет поет ирландскую песню «Последняя роза лета». Лионель в порыве восхищения просит её выйти за него замуж. Но она только смеется над этим предложением. Его серьёзность, однако, очень трогает её. В этот момент возвращаются Плумкетт и Нэнси, которая успела перебить всю посуду в кухне. Часы бьют полночь. Все желают друг другу доброй ночи и расходятся. Оставшись одни, Гарриет и Нэнси жалуются на свою судьбу. Тем временем лорд Тристан забирается через окно в комнату. Он прибыл сюда с экипажем и устраивает побег девушек.

### Третий акт
Таверна в лесу. Плумкетт с крестьянами поёт застольную песню. Появляются фрейлины королевы, одетые для охоты. Плумкетт замечает Нэнси — девушку, которую он нанял как служанку под именем Юлия. Он тут же пытается возвратить её себе, но она, конечно, категорически отказывается. Её спутницы отгоняют парня. Входит Лионель, всё ещё влюбленный в свою Марту, и исполняет свой знаменитый романс. В этот момент входит сама леди Гарриет, Лионель узнает её и умоляет вернуться. Она отказывается, и, в конце концов, зовет на помощь. Прибегают Тристан и остальные участники охоты. Лионеля, угрожавшего фрейлине королевы, берут под стражу. Он отдает своё кольцо Плумкетту, чтобы тот передал его королеве.

### Четвёртый акт
Леди Гарриет навещает Лионеля — она ведь, в конце концов, любит его. Она сообщает, что королева освобождает его, а настоящее имя юноши — граф Дерби. Но Лионель не верит в её искренность и в негодовании оставляет леди. Гарриет заручается помощью Нэнси и Плумкетта, которые уже готовы оказаться в объятиях друг друга. 
В заключительной сцене план леди Гарриет находит своё осуществление. Сооружена копия ричмондской ярмарки. Леди Гарриет (опять в облике Марты) говорит, что может все делать очень хорошо, возможно, не как служанка, но как женщина и жена. Лионель тронут и примиряется с девушкой.

## Избранные записи
(солисты даются в следующем порядке: Леди Гарриет, Лионель, Плумкетт, Нэнси, лорд Тристан)
- 1944 — Дир. Иоганнес Шюлер; солисты: Эрна Бергер, Петер Андерс, Ойген Фукс, Эльза Тегетхоф, Йозеф Грайндль; Оркестр Берлинской государственной оперы.
- 1968 — Дир. Роберт Хегер; солисты: Аннелизе Ротенбергер, Николай Гедда, Герман Прей, Бригитта Фассбендер, Дитер Веллер; Оркестр Баварской государственной оперы.
- 1978 — Дир. Хайнц Валльберг; солисты: Луция Попп, Зигфрид Ерузалем, Карл Риддербуш, Дорис Зоффель, Зигмунд Нимсгерн; оркестр Баварского радио.